# Una casa sin cortinas
Una casa sin cortinas: El enigma Isabel Perón es una película documental de Argentina filmada en colores dirigida por Julián Troksberg sobre su propio guion escrito en colaboración con Héctor Omar Ester con la investigación de archivos a cargo de Sebastián Szkolnik que se estrenó el 13  de mayo de 2021.

## Sinopsis
La figura de Isabel Perón aparece como una imagen huidiza en la historia del pensamiento político argentino; su verdad ha sido sustituida por su silencio y por los diversos imaginarios que se desarrollaron desde su salida de la escena política. Se escucha en el filme a varios dirigentes, tanto del peronismo como de otros sectores políticos, desestimar su papel en la construcción del peronismo en el exilio, en la oposición al vandorismo, en la escena política luego del triunfo de Alfonsín. Con las anécdotas de quienes la conocieron en sus viajes a la Argentina en la década de 1960 y los retazos fotográficos de la época el filme procura ampliar una figura escondida en el derrotero de sus mitos. La película trata de iluminar las zonas desconocidas de su rol político como mano derecha de Perón, como lo hace el testimonio de Juan Manuel Abal Medina. El director no se exige confirmar ninguna hipótesis planteada de antemano, sino que hace un ejercicio persistente de la pesquisa.

## Reparto
Algunos de los entrevistados para el filme:
- Nilda Garré
- Carlos Corach
- Juan Manuel Abal Medina
- Juan Gabriel Labaké
- Haydée Padilla
- Oraldo Britos
- Hugo Curto
- María Eva Gatica
- Juan Carlos Dante Gullo
- Alberto Nanclares
- Atilio Neira
- Osvaldo Papaleo
- Esteban Peicovich
- Fernando Porta
- Carlos Ruckauf

## Comentarios
Paula Vázquez Prieto en La Nación escribió:

”El trabajo de Julián Troksberg es uno de los más interesantes que ha dado el documental en los últimos tiempos, no solo por sus resultados sino por las premisas de su abordaje… escapa tanto a la cronología como al intento de ensayar certezas, y se propone condensar en la materia de su película esa esquiva revelación… Tensar los materiales, desmontar los supuestos que trascienden a los discursos, exponer desde la puesta en escenas esos imaginarios naturalizados es quizás el gran hallazgo de su mirada. Una casa sin cortinas desliza la perspectiva de un racionalista que intenta registrar más allá de simpatías o juicios la fenomenología de su personaje, los misterios que persisten en el recuerdo de quienes la conocieron, en los silencios de quienes la negaron. Cuanto más se esfuerza su cámara por captar esa verdad inaprensible -que es mucho más que la presencia real de Isabel, es también la de su fantasma-, más descubre que la riqueza se halla en sus desvíos y desencuentros, en ese enigma como límite de la propia investigación racional.”

Diego Brodersen en Página 12  opinó:

” Figura polémica, incómoda e incluso vergonzosa en la historia del peronismo, peón en un tablero político explosivo que terminaría desembocando en el golpe de estado de marzo de 1976. No tanto olvidada como ocultada, sutil o ferozmente… documental de enorme interés que, por momentos, resulta genuinamente apasionante… Con respeto pero sin falsas timideces, Una casa sin cortinas... bucea en las sombras y algunas de las escasas luces de una criatura ¿empujada? al centro de la esfera política, en uno de los tiempos más convulsos de la historia argentina del siglo XX.”

## Premios
Premio Flow al cine argentino en 22° BAFICI (https://www.clarin.com/brandstudio/flow-sigue-premiando-estrenando-mejor-cine-argentino_0_D6dCIiCSi.html)
Condor de Plata Mejor Documental 2022 (https://es.wikipedia.org/wiki/Anexo:Premios_C%C3%B3ndor_de_Plata_2022)